# اختبار فرط الأكسجة
اختبار فرط الأكسجة هو اختبار يتم إجراؤه - عادة على الرضيع - لتحديد ما إذا كان زرقة المريض ناتجة عن مرض رئوي أو مشكلة في الدورة الدموية. يتم إجراؤه عن طريق قياس غازات الدم الشرياني للمريض أثناء تنفسه هواء الغرفة ، ثم إعادة قياس غازات الدم بعد استنشاق المريض الأكسجين بنسبة 100٪ لمدة 10 دقائق.: 141: 141
إذا كان سبب الازرقاق هو ضعف تشبع الرئتين بالأكسجين، فإن السماح للمريض بالتنفس بنسبة 100٪ من الأكسجين سيزيد من قدرة الرئتين على تشبع الدم بالأكسجين، وسيرتفع الضغط الجزئي للأكسجين في الدم الشرياني (عادة أعلى من ذلك) 150 مم زئبق ). ومع ذلك، إذا كانت الرئتان تتمتعان بصحة جيدة وتشبعان بالفعل الدم الذي يتم توصيله إليهما بالكامل، فلن يكون للأكسجين الإضافي أي تأثير، وسيظل الضغط الجزئي للأكسجين عادةً أقل من 100 مم زئبق.  في هذه الحالة، يحدث الزرقة على الأرجح بسبب انتقال الدم من الأوردة الجهازية إلى الشرايين الجهازية عبر تحويلة من اليمين إلى اليسار دون المرور عبر الرئتين.  : 141